# یواس‌اس گوستافسون (دی‌ئی-۱۸۲)
یواس‌اس گوستافسون (دی‌ئی-۱۸۲) (به انگلیسی: USS Gustafson (DE-182)) یک کشتی بود که طول آن ۳۰۶ فوت (۹۳ متر) بود. این کشتی در سال ۱۹۴۳ ساخته شد.